# Maria Dolors de Vedruna i Minguella
Maria Dolors de Vedruna i Minguella   () fou una compositora catalana.

## Biografia
Era filla del notari Josep Joaquim de Vedruna i Vidal i Teresa Minguella i Torres, i neboda de la santa fundadora Joaquima de Vedruna, amb qui el seu pare estava molt unit.
Casada amb Manuel Pujol de Senillosa i Hernández-Pons (1810-1850), fou la mare de Manuel Pujol de Senillosa i de Vedruna (1834-1872), hereu de Can Senillosa.
La seva única obra coneguda, fins al present, es conserva al fons musical TerC (Fons de la catedral-basílica del Sant Esperit de Terrassa).

## Obres
- Thema con variaciones en Sol M (1832), obra formada per un tema seguit de cinc variacions, amb baixos Alberti, ofereix un bell plantejament temàtic i una senzillesa lírica pròpia del classicisme.[3]